# رازمیک آبراهامیان
رازمیک آرشالویسی آبراهامیان (ارمنی: Ռազմիկ Արշալույսի Աբրահամյան؛  زادهٔ ۲۴ اوت ۱۹۴۳) پزشک ماما، استاد اهل ارمنستان بود.

## زندگی‌نامه
وی در ۲۴ اوت ۱۹۴۳ در سولدا به دنیا آمد و از دانشگاه پزشکی دولتی ایروان فارغ‌التحصیل گشت. وی عضو فرهنگستان ملی علوم ارمنستان بود. همچنین برندهٔ جوایزی همچون مدال مخیتار هراتسی (۲۰۰۲)، پزشک شایسته جمهوری ارمنستان (۲۰۰۹) نشان درجه یک دانشگاه پزشکی دولتی ایروان و قرن بیست و یکم مالت صلیب مالتی (۲۰۰۲) شده است.

## یادداشت
1. ↑  բժշկական գիտությունների դոկտոր
2. ↑  ԵՊԲՀ «Առաջին աստիճանի շքանշան
3. ↑  Մալթյան խաչ 21–րդ դարի առաջնորդ